# Vakoula le Forgeron (opéra)
Versions successives
- 1885, remaniement sous le titre Tcherevitchki

Personnages
- Vakoula, forgeron (ténor)
- Solokha, sorcière, mère de Vakoula (mezzo-soprano)
- Tchoub, vieux cosaque (basse)
- Oxane, fille de Tchoub (soprano)
- Diable (basse)
- Instituteur (ténor)
- Pan Golova, maire (basse)
- Panas (ténor)
- Son Excellence (basse)
- Maître des Cérémonies (basse)
- Préposé (ténor)
- Vieux cosaque zaporogue
- Voix d'un léchi (basse)
- Jeunes filles et garçons, vieillards, joueurs de gousli, rusalkas, esprits des bois, sujets de la cour, zaporogues (chœur, rôles muets)

Vakoula le Forgeron (en russe : Кузнец Вакула / Kouznets Vakoula ; en orthographe précédant la réforme de 1917-1918 : Кузнецъ Вакула), op. 14, est un opéra en trois actes et huit scènes de Piotr Ilitch Tchaïkovski, sur un livret russe de Iakov Polonski, fondé sur la nouvelle de Nicolas Gogol, La Nuit de Noël, extrait des Soirées du hameau, et composé entre juin et octobre 1874. La première représentation eut lieu au Théâtre Mariinsky à Saint-Pétersbourg, le 6 décembre 1876. L'opéra fut remanié en 1885 sous le titre Tcherevitchki.

## Création
La première représentation eut lieu au Théâtre Mariinsky à Saint-Pétersbourg le  6 décembre 1876, sous le bâton d'Eduard Nápravník, avec une mise en scène de Guennadi Kondratiev et des décors de Mikhaïl Botcharov et Matveï Chichkov.

### Distribution
| Rôle | Nom en russe | Tessiture          | Créateur                        |
| --- | --- | ------------------ | ------------------------------- |
| Vakoula, forgeron                                                                                                  | Вакула | Ténor              | Fedor Petrovitch Komissarjevski |
| Solokha, sorcière, mère de Vakoula                                                                                 | Солоха | Mezzo-soprano      | Anna Bitchourina                |
| Tchoub, vieux cosaque                                                                                              | Чуб | Basse              | Ivan Matchinski                 |
| Oxane, fille de Tchoub                                                                                             | Оксана | Soprano            | Wilhelmina Raab                 |
| Diable | Бес | Basse              | Ivan Melnikov                   |
| Instituteur | Школьный учитель                                                                                                   | Ténor              | N. von Derviz                   |
| Pan Golova, maire                                                                                                  | Пан Голова | Basse              | Ossip Petrov                    |
| Panas | Панас | Ténor              | Vassili Vassiliev               |
| Son Excellence | Светлейший | Basse              | Feodor Stravinski               |
| Maître des Cérémonies                                                                                              | Церемониймейстер                                                                                                   | Basse              |                                 |
| Préposé | Дежурный | Ténor              | Pavel Dioujikov                 |
| Vieux cosaque zaporogue                                                                                            | Старый запорожец                                                                                                   | Basse              |                                 |
| Voix d'un léchi | Голос лешего | Basse              |                                 |
| Jeunes filles et garçons, vieillards, joueurs de gousli, rusalkas, esprits des bois, sujets de la cour, zaporogues | Jeunes filles et garçons, vieillards, joueurs de gousli, rusalkas, esprits des bois, sujets de la cour, zaporogues | Chœur, rôles muets | Chœur, rôles muets              |

## Argument
Acte I
Acte II
Acte III

## Orchestration
| Instrumentation de Vakoula le Forgeron                                            |
| Bois                                                                              |
| 1 piccolo, 2 flûtes, 2 hautbois, 2 clarinettes (en la, si bémol et ut), 2 bassons |
| Cuivres                                                                           |
| 4 cors (en fa), 2 trompettes (en fa et ré), 3 trombones, tuba                     |
| Orchestre d'harmonie                                                              |
| dans les coulisses                                                                |
| Percussions                                                                       |
| timbales, grosse caisse, tambourin, cymbales, triangle                            |
| Cordes                                                                            |
| 1 harpe, premiers violons, seconds violons, altos, violoncelles, contrebasses     |

## Programme
Acte I
Acte II
Acte III